# Semiothisa percisaria
Semiothisa percisaria är en fjärilsart som beskrevs av Walker 1861. Semiothisa percisaria ingår i släktet Semiothisa och familjen mätare. Inga underarter finns listade i Catalogue of Life.